# Ghost of Camp Blood
Ghost of Camp Blood (Alternativtitel: Camp Blood 9) ist ein US-amerikanischer Horrorfilm aus dem Jahr 2018. Er gehört zur Camp-Blood-Filmreihe und ist eine direkte Fortsetzung zu Camp Blood 7. der Film ist eine Mischung aus Slasher- und Geisterfilm.

## Handlung
Nach dem Ende von Teil 7, dessen Ende die ersten fünf Minuten des Films darstellt, schafft es Sean Cunningham, der berüchtigte Camp-Blood-Killer, der 27 Menschen ermordet haben soll, trotz seiner Kopfverletzung in die nächste Stadt. Dort wird er von der Polizei endgültig erschossen.
Randy Buck, der Moderator einer Mystery-Dokumentationsserie, die sich mit paranormalen Phänomenen beschäftigt, kämpft um seinen Sendeplatz. Da er gefeuert werden soll, bietet er eine Folge über den Camp-Blood-Killer an. Randy trifft im Camp Blackwood auf drei Amateurfilmemacher, die ebenfalls auf der Suche nach dem Killer sind. Sie beschließen gemeinsam an der Folge zu arbeiten. Vor Ort finden sie eine alte Maske des Killerclowns und nehmen sie mit zum Studio.
Sie beschließen in einer Spiritistischen Sitzung den Clown zu beschwören, der noch im Camp sein Unwesen treiben soll. Die Séance geht jedoch schief und Randy wird vom Killer besessen. Er attackiert die anderen drei, kann jedoch überwältigt werden. Anschließend beschließen die vier dem Killer seine Maske zurückzugeben, damit dieser ins Jenseits gelangen kann. Doch es handelt sich um eine Falle: Der Clown erwacht zum Leben und tötet die drei Mitglieder des Teams. Randy besiegt den Clown schließlich, indem er die Maske zerstört.
Als er die Moderation seiner Show beginnt, setzt er erneut die Maske auf und wird zum Camp-Blood-Killer.

## Hintergrund
Wie bereits andere Fortsetzungen der Reihe enthält der Film verschiedene Szenen aus anderen Filmen. So ist der Anfang das Ende von Camp Blood 7. Des Weiteren wurde eine Duschszene und eine Ausweidung aus The House That Screamed 2 entnommen, deren Darstellerin gar nicht in dem Film mitspielt.
Die Nummerierung der Reihe ist mit Ghost of Camp Blood erneut durcheinander geraten. Der Film entstand noch vor Camp Blood 8. In Deutschland erschien der Film am 9. November 2022 im Rahmen des von WMM herausgegebenen Mediabooks Camp Blood Teil 7–10 unsynchronisiert und unter dem Titel Camp Blood 9.

## Rezeption
Der Film wurde kaum und wenig wohlwollend rezensiert. David Andreas von der Seite Splatter critic nannte den Film „stunningly cheap, horribly acted, and misses the mark in providing any fun.“ („billig, schlecht gespielt und macht auch kaum Spaß“). Auf SOVhorror.com schrieb der Rezensent die Veränderungen zur Originalgeschichte hin zu einer Geistergeschichte hätte nicht wirklich funktioniert. Der Film sei zwar besser als Camp Blood 4 oder Camp Blood 5, wäre aber nach dem von ihm doch recht gut bewerteten Camp Blood 7 eine Enttäuschung. John Shatzer von Crappy Movie Reviews schrieb, das seine Hoffnungen, das die Serie nach ein paar passablen Einträgen eine gute Entwicklung nehmen würde, mit diesem Film erschüttert seien.